# Мечеть нового базара
Мечеть нового базара (алб. Xhamia e Pazarit të Ri) или Мечеть Коконози  (алб. Xhamia e Mahmut Agë Kokonozit) — мечеть, расположенная в центре албанской столицы Тираны. Здание мечети одно из немногих, сохранившихся во времена коммунистического режима в Албании.

## История и архитектура
Строительство мечети было начато в 1750 году. Мечеть была построена на средства местной влиятельной семьи Коконози. В 1966 году, мечеть была закрыта и превращена в продовольственный склад, а позже здание использовалось как магазин табачных изделий. Мечеть возобновила свою работу 18 февраля 1991 года. В 1999 году началась реставрация мечети.  В 2003 году был реконструирован минарет. Во время реставрационных работ в мечети была обнаружена табличка, на которой указывалось, что здание построено в 1269 году по исламскому летосчислению(1853 год). Ученые считают, что это может указывать на то, что здание мечети изначально было сооружено из дерева и лишь в 1853 году была построена каменная мечеть.  